# Jennifer Martins
Jennifer Martins (* 31. Januar 1989 in Toronto) ist eine kanadische Ruderin, die im Achter drei Medaillen bei Weltmeisterschaften gewann.
Jennifer Martins rudert seit 2007. Bei den U23-Weltmeisterschaften 2011 gewann sie mit dem kanadischen Achter die Goldmedaille. Zwei Jahre später erhielt sie ihre erste Medaille in der Erwachsenenklasse, als sie mit dem Achter den dritten Platz bei den Weltmeisterschaften in Chungju belegte. 2014 trat sie im Ruder-Weltcup im Vierer ohne Steuerfrau und im Zweier ohne Steuerfrau an. Bei den Weltmeisterschaften in Amsterdam startete sie in beiden Bootsklassen. Im Vierer erreichte sie den fünften Platz, im Zweier verpasste sie das A-Finale und belegte zusammen mit Kristin Bauder den zehnten Rang. Auch bei den Weltmeisterschaften 2015 startete Martins in zwei Bootsklassen. Zusammen mit Cristy Nurse war sie Vierte im Zweier ohne Steuerfrau, mit dem Achter erhielten die beiden die Bronzemedaille hinter den Booten aus den USA und aus Neuseeland. 2016 ruderte Martins nur im Zweier und belegte zusammen mit Nicola Hare den 14. und vorletzten Platz bei den Olympischen Spielen 2016 in Rio de Janeiro.
2017 kehrte Martins in den Achter zurück. Hinter den Rumäninnen gewann der kanadische Achter die Silbermedaille bei den Weltmeisterschaften in Sarasota. 2018 in Plowdiw erkämpften die Kanadierinnen erneut Silber, diesmal hinter dem Achter aus den Vereinigten Staaten. 2019 wechselte Martins in den Vierer und belegte den achten Platz bei den Weltmeisterschaften in Linz/Ottensheim. Bei den Olympischen Spielen in Tokio ruderte sie mit dem Vierer auf den zehnten und letzten Platz.